# Paddy Whannel
Atholl Douglas (Paddy) Whannel (* Oktober 1922 in Pitlochry, Perthshire, Schottland; † 8. Juli 1980 in London) war ein Medientheoretiker.
Der Sohn von Douglas und Margaret (Sutherland) Whannel besuchte 1927–37 die örtlichen Schulen, arbeitete dann bis 1942 als Filmvorführer im Pitlochry's Regal Cinema und diente bis 1945 in der Royal Navy. 
1946 begann er sein Studium an der Pädagogischen Hochschule Alnwick, erhielt 1948 ein Lehrdiplom und besuchte 1948–53 die University of London, wo er ein Diplom in Kunstgeschichte erwarb. 
1948–57 lehrte er an zwei  Schulen im Großraum London Geschichte, Kunst, Sozialkunde, und Massenmedien. 1957–71 war er im British Film Institute, wo er bald Leiter der Abteilung Bildung wurde und ab Sommer 1969 an der Northwestern University lehrte. 
1971 war er Gastprofessor für Film an der Universität und ab 1972 a.o. Professor für Film an der Northwestern Fakultät, wo er den Lehrplan des Fachbereichs Hörfunk, Fernsehen und Film entwickelte. Ab 1975 leitete er die Filmabteilung und 1977 wurde er o. Professor. 

## Veröffentlichungen
- The Popular Arts; mit Stuart Hall, 1964
- The Book of Darts; mit Dana Hodgdon, 1976